# Telelazio Rete Blu
Telelazio Rete Blu (fino al 1999: Telelazio) è stata un'emittente televisiva fondata a Latina il 27 agosto 1975; nel 1999 fu acquistata da Rete Blu e assunse l'attuale denominazione
Nata su iniziativa di un gruppo di imprenditori di Latina e di Roma, iniziò la diffusione dei suoi programmi via cavo.
Dapprima le trasmissioni partivano da un appartamento e dopo un anno la sede fu trasferita in un locale più grande, in parte seminterrato, che comprese studi di produzione, locali di regia e uffici commerciali.
Alberto Lepori ne fu presidente sino al 1999, data in cui fu ceduta, diventando Telelazio Rete Blu mentre il direttore del telegiornale fu il giornalista Maurizio Grandi.
Con la liberalizzazione dell'etere l'emittente iniziò il 3 febbraio 1976 la sua diffusione via etere sul canale 24 UHF.
Le trasmissioni consistevano in prodotti acquistati, quali film e cartoni animati, e in programmi confezionati in proprio, quali il notiziario (in origine "Contronotiziario" e poi "Telelazio 24"), concentrato sull'informazione laziale, "Musica Dedicateli", "Lunedì Sport", "Onda Verde", dedicata all'agricoltura, "Bazar" un tipo di situation comedy, "Educazione Sanitaria", "Rotocalco" settimanale di approfondimento. Una regia mobile iniziò a seguire gli eventi di piazza e le partite di calcio, inizialmente del Latina, dando in seguito anche spazio alle categorie minori ed interregionali. Nel 1978 l'emittente si piazzò tra le prime dieci d'Italia nel festival delle televisioni locali organizzato dalla rivista TV Sorrisi e Canzoni.
Dai primi anni ottanta il segnale venne trasmesso anche sui canali 63, 45, 68, coprendo in tal modo tutto il Lazio e il nord della Campania ed espandendo il proprio bacino d'utenza. Furono installati ripetitori nella provincia di Frosinone dove venne anche stabilita una redazione giornalistica per il telegiornale locale. Altri ripetitori di potenza più modesta furono installati per la copertura dei piccoli paesi delle province di Latina e Frosinone.
Iniziò contemporaneamente un capillare lavoro di installazione di molti ripetitori anche di modesta potenza per la copertura di piccoli paesi della provincia di latina e di Frosinone.
Negli stessi anni fu tra le emittenti che trasmettevano il programma Superclassifica Show, prodotto da TV Sorrisi e Canzoni.
Nel 1982 l'emittente avviò una collaborazione biennale con il nascente network televisivo Italia 1 di Edilio Rusconi, insieme all'emittente romana Quinta Rete. Gran parte della programmazione veniva fornita dal circuito nazionale e Telelazio produceva solo i programmi di informazione locale. Dopo l'acquisto di Italia 1 da parte della Fininvest Telelazio proseguì la programmazione in proprio, vendendo alcune frequenze a Fininvest.
Dai primi anni novanta Telelazio partecipò al circuito nazionale Junior Tv per la trasmissione dei programmi pomeridiani dedicati ai bambini. Al presidente Alberto Lepori si affiancò il figlio Nicola e fu fondata negli stessi anni un'emittente minore, "Latina TV", focalizzata alla provincia di Latina.
Nel 1992 a seguito della regolamentazione legislativa dell'emittenza privata in Italia, Telelazio richiese ed ottenne la licenza di emittente commerciale. La pubblicità inizia a comprendere i programmi di televendita. Vengono aperti nuovi studi a Roma, gestiti prevalentemente da Salvatore Malerba, fondatore dell'associazione culturale "Roma Contemporanea", i quali producono trasmissioni di attualità e approfondimento politico, trasmesse in diretta o registrate, con numerosi ospiti nel campo della cultura e della politica.
Nel periodo 1993-1994 Telelazio è tra le emittenti locali italiane che trasmettono il programma "Zona Franca" di Gianfranco Funari.
Tra i dipendenti o collaboratori dell'emittente  Telelazio figurano: Giulio Marchetti (giornalista Rai), Franco Cordova (calciatore di Roma e Lazio), Paolo Todisco (presentatore), Maurizio Grandi e Rita Calicchia (giornalisti), Claudio Sorrentino (presentatore e doppiatore, voce di Richie Cunningam in "Happy Days").
In regia hanno lavorato: Anselmo Pasqual, Gianfranco Patrizi, Filiberto Fioretti, Giuseppe Furnari, Francesco De Benedetto, Vincenzo Anelli.
Nel 1999 Alberto Lepori cedette l'azienda al gruppo editoriale Sat2000, già proprietario della piccola emittente laziale Rete Blu di Roma, prendendo il nome di "Telelazio Rete Blu".  Da gennaio 2010 anche Telelazio Rete Blu ha cessato definitivamente le trasmissioni.  Nel 2015 le sue frequenze nella zona di Viterbo sono state acquistate da ITR Sora.